# 名古屋市交通局1400形電車

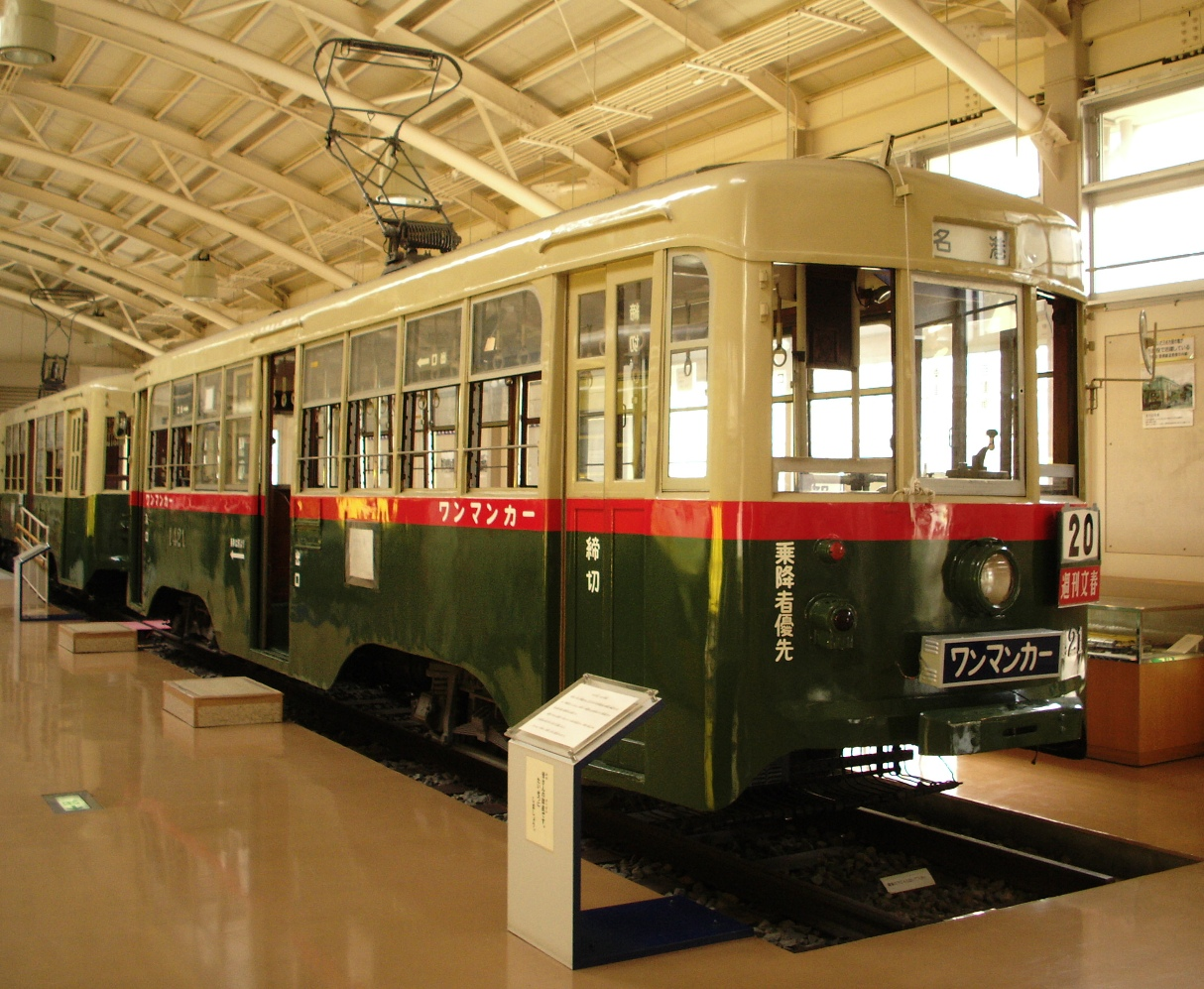
名古屋市電1400形（レトロでんしゃ館所蔵品）

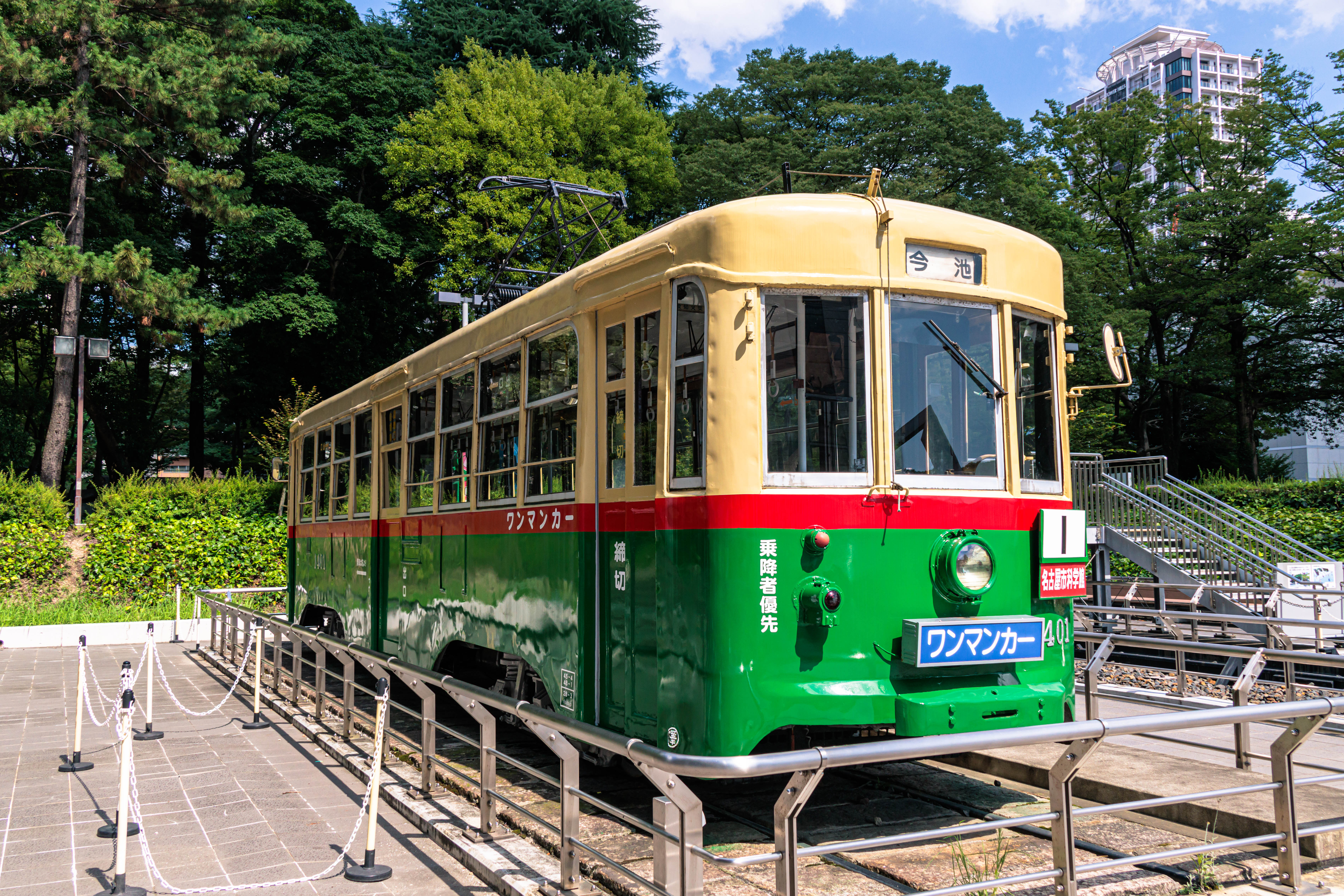
名古屋市電1401（名古屋市科学館所蔵品）

名古屋市交通局1400形電車（なごやしこうつうきょく1400がたでんしゃ）は、かつて名古屋市交通局が保有していた路面電車車両である。軽量化に留意し、流線型を採り入れるなど、従来の名古屋市電の車両から大きくモデルチェンジした画期的な車両であるとともに、昭和戦前期の日本の路面電車を代表する形式のひとつである。

## メモリアルカー（登場まで）
明治期以降の名古屋市は、愛知県の県庁所在地として、江戸期の尾張藩の城下町という、政治・経済の中心地としての役割を引き継いだほか、軍事面でも近代兵制による名古屋鎮台が置かれ、後に鎮台が第3師団に改組されると引き続いてその衛戍地となり、旧藩の頃に比べると三河も含めてエリアの広がった愛知県の政治・経済・軍事の中心地となった。また、高等教育機関では名古屋帝国大学の母体となった愛知医科大学をはじめ第八高等学校が設立されるなど官公私立の学校の整備が進み、工業の面では名古屋市南部の新田地帯に工場が進出し、中京工業地帯の原型が形成された。
このように近代都市として発展する名古屋市内の基礎交通機関として、1898年（明治31年）に開業した名古屋電気鉄道を母体とする名古屋市電は、1922年（大正11年）の市営化以降も名古屋市域の発展に応じて路線の延長を続け、市民の重要な足としての役割を果たしていた。昭和初期以降は、他都市同様折からの大不況とバスを中心としたモータリゼーションの進展によって乗客減に悩まされるものの、1935年（昭和10年）から市内に乱立するバス会社の買収を開始、市内交通の一元化を推進していった。その動きは市電の末端部で接続する小規模の電気鉄道にも及び、1936年（昭和11年）5月には中村電気軌道を、1937年（昭和12年）12月には築地電軌・下之一色電車軌道・新三河鉄道の各社をそれぞれ合併し、市電路線網に組み込んでいった。
1937年の初めは、名古屋市の都市基盤整備に大きな進展が見られた時期であった。2月1日に名古屋駅が笹島町から現在地に移転し、ゆったりした高架の駅構内は、長年にわたって名古屋の玄関口として親しまれた名古屋駅旧駅ビルとともに当時東洋一と称された。続いて3月3日に植物園が、同月24日には動物園がそれぞれ東山公園内において開園、名古屋市民だけでなく近隣各県の行楽客を集めた。こうした名古屋市の発展を内外に示すイベントとして、3月15日から5月31日にかけて名古屋汎太平洋平和博覧会が熱田前新田（現在の港明港明付近）において開催された。市電の路線もこれに併せて延伸され、東山公園へのアクセスルートとして2月に東山公園線覚王山～東山公園間が、博覧会関係路線として3月に野立築地口線日比野～築地口間がそれぞれ開業したほか、名古屋駅移転に応じて3月に笹島町～笹島警察前間を開業させて旧中村電気軌道の路線（中村線）と栄町線（広小路線）を接続、同時に名古屋駅への接続路線（笹島線、広井町線）を3月に開業させ、新駅前への乗り入れを実施したほか、博覧会開催中は市内各地から会場に直行できるよう系統を編成し、会期末までの間に480万人にも上る入場者の輸送に当たった。このような状況を踏まえて、「博覧会にふさわしい世界一の電車」と「今後の名古屋市電のスタンダードモデル」を目指して1400形が製造された。

## 概要
1400形は1936年12月から1937年2月にかけてまず20両が投入され、汎太平洋平和博覧会の観客輸送に備えた。その後も5次にわたって増備は続き、1941年（昭和16年）12月から1942年（昭和17年）4月の最終増備に至るまで日本車輌製造・木南車輌製造・新潟鐵工所により、総計75両が製造投入された。
製造に当たっては名古屋市電の標準形式となることを目標に製作されたため、日本車輌の技術者を顧問に招いて、十数回も設計に変更が加えられた末に完成した。車体は12mクラスの中型車で、従来車と大きく異なる張り上げ屋根の側面窓配置1D4D4D1、2段上昇窓で両端扉は2枚引戸、中央扉は1枚引戸となっていた。張り上げ屋根は戦中戦後に登場した900形、1500形、1600形、1700形、2700形が通常屋根で登場した以外は各形式に継承されたほか、窓配置は2扉車の1070形、1600形と2700形連接車の車体を流用した1700形、それに連接車各形式を除くその後に登場した名古屋市電各形式の標準的な窓配置となった。この他、両端扉に接する部分の客用窓及び車端部の窓の上部にはRが設けられ、優雅なアクセントになっていた。前面は3枚窓で、中央扉上に方向幕を、窓下にヘッドライトとナンバーを取り付けていた。足回りは45HPモーター（一部に35HP×2、50HP×2を搭載したものもあり）を2個備え、ブリル39E2類似のコピー台車を履いていたが、このモーターは従来車と比べて出力が弱いため、それまでに登場した3扉大型ボギー車の1200形、1300形が頑丈一点張りの重厚な車体であったことから一転して、車両の軽量化にも力が加えられた。また、塗装も当時西町車両工場で鋼体化改造が進められていた改造単車に採用された窓周りイエローオーカー、腰周りグリーンのツートンカラーとなり、この塗装が名古屋市電の標準色となった。
このように、名古屋市電の従来車両に比べても、極めて斬新かつ優秀な車両の実現となり、本形式において戦後の2000形にまでつながる名古屋市電スタイルが確立された。また、1400形は同時期に登場した大阪市電901形とそのモデルチェンジ車の大阪市電2001・2011形、神戸市電700形、京都市電600形、阪神国道線71形（金魚鉢）と並んで、戦前の日本の路面電車を代表する車両となった。

## 戦前・戦中の1400形
1400形は当初の目的どおり名古屋汎太平洋平和博覧会の観客輸送に充当され、数は少ないながらも博覧会の動くパビリオンとしての役割を果たした。その後増備が続けられるとともに各線に投入され、2600形をはじめとした連接車各形式ともども、戦時体制が進行する中で軍需工場への労働者を中心とした通勤客輸送に重用された。太平洋戦争末期の戦災で5両が全焼、また終戦直後にも1両が事故で車体大破し、これらの車両（Nos1405,1416,1420,1423,1432,1410）は復旧時に1500形に準じたボディーへ改められたが、1500形とは側窓のRの有無で区別することができる。

## 戦後の1400形

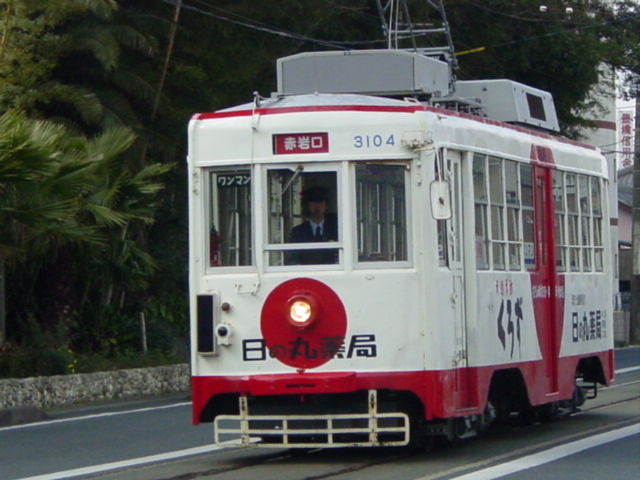
豊橋鉄道モ3100形。1400形の後期形車輌が移籍したもの。2018年に最後の１両も廃車となった。2005年1月撮影

戦後も1500形以降、路線の延長と老朽車の置き換えを目的に新車が増備され、1953年（昭和28年）以降に登場した1800形以降は1900形、2000形と名古屋市電が誇る和製PCCカーが続々と登場し、更にNSL車800形も登場したが、扱いよい1400形は乗務員の評判もよく、これらの新車が登場した後においても市電の主力車として走り続けた。中でも地下鉄東山線開業前後の栄町線の輸送力が逼迫していたことから、3扉で大量乗降に適した1400形は連接車などと併せて栄町線を担当する池下車庫（1958年（昭和33年）12月から稲葉地車庫）、浄心車庫、安田車庫に集中配置され、押し寄せる乗客をさばいた。しかし、地下鉄東山線の延伸に伴って相対的に市電の役割が低下すると1400形は各車庫に転出、市内各地で見られるようになった。
その後の1400形は、1966年（昭和41年）の港車庫担当系統のワンマン化の際に前面方向幕の右横にワンマン表示灯を取り付けたり、車内にワンマンカー関連機器を取り付ける改造を実施した。このタイプのワンマンカーは後に登場した標準型のものと異なっていたことから、通称「港型ワンマン」とも呼ばれていた。また、同時期に下之一色分所に配属された1444,1445の2両は下之一色線内の単線続行運転に対応できるよう、正面方向幕左側に後続車確認標識灯を取り付けた。こうして下之一色線にも入線したことから、1400形は名古屋市電のボギー車の中では唯一全線で運用された車両となった。1960年代後半からワンマン改造が全車に施工されることになるが、このときのワンマン改造ではワンマン表示灯を前面窓下に設け、ナンバーの文字を小型化して系統板の下に移設したほか、車内機器も小型化された。なお、港型ワンマン改造車についても1968年以降から標準型への再改造が実施されている。この他、1962年（昭和37年）ごろから1401-1430のうち戦災復旧車を除く車両の窓枠のアルミサッシ化を実施したほか、時期は不明であるが1410,1417,1423,1454の4両の前面方向幕右横にルーバーを取り付け、車内の換気能力の向上を図った。
1400形は市電の末期に至るまで全車庫を転属して残存全路線を走り続けた。初めての廃車は1971年（昭和46年）4月の浄心延長線秩父通 - 下江川線八熊通間、高岳線東新町 - 清水口延長線黒川間、八事線安田車庫前 - 八事間廃止に伴うもので、1464-1475の12両が廃車された。同年11月の築港線熱田駅前 - 築地線支線西稲永間廃止の際には1408,1457-1463の8両が廃車されたが、1972年（昭和47年）2月末の浄心車庫・稲葉地車庫閉所時による車両の転配属の際には和製PCCカー各形式が大量廃車されたにもかかわらず、1400形は1両も廃車されることなく残存の沢上、高辻、安田の3車庫に集結し、1974年（昭和49年）の全廃時まで主役の座を守り続けた。他の事業者への譲渡車両としては、1971年4月に廃車された車両のうち1465-1471,1473,1474の9両が豊橋鉄道へ譲渡された。同車はモ3100形となってそのうちの7両が冷房改造を実施され、2006年（平成18年）まで主力車両として活躍していた。
その後、モ3102のみがマルーン一色の塗装となり、車体イルミネーション用の配線が追加され、イベント専用車兼予備車として残された。その後も名古屋市電生まれ最後の営業車両としての活躍が続いていたが、2011年2月に運用から離脱し休車となったが、2017年に廃車が決定し、2018年（平成30年）2月下旬に赤岩口車庫より搬出（撤去処分）された。

## 保存車
1400形の中には廃車後民間施設や公共施設に譲渡された車両が多くあった。現在では1401が名古屋市科学館で、1421がダイエー上飯田店(現・イオン上飯田店)で保存展示された後に再度交通局に引き取られたうえで再整備され、現在では日進市の赤池駅近くにある「名古屋市市電・地下鉄保存館（レトロでんしゃ館）」でそれぞれ保存展示されている。1475は藤が丘工場内の市電展示場に展示された後、東山動植物園に保存展示されていたが屋根のない屋外展示のため老朽化が激しく、1995年に解体された。

## 車両諸元
- 車長：12325mm
- 車高：3410mm
- 車幅：2334mm
- 定員：70名
- 自重：14.0t
- 台車：ブリル39E2型の類似コピー品
- 電動機：33.6kW×2（一部に37.5kW×2及び26.3kW×2)
- 製造1401-1450は日本車輌、1451-1460は木南車輌、1461-1475は新潟鐵工所